# Plus from Us
Plus from Us ist ein Kompilations-Alben, das am 16. Mai 1993 von Real World Records veröffentlicht wurde. Es ist eine Zusammenstellung von eigenen Werken von Musikern, die an dem Album Us des englischen Singer-Songwriters und Rock-Musikers Peter Gabriel von 1992 mitgearbeitet haben.

## Hintergrund
In seinen Liner Notes schreibt Peter Gabriel, dass das positive Feedback zu dem Album Passion – Sources von 1989 als Begleitalbum zu dem Soundtrack Passion: Music for The Last Temptation of Christ von 1988 ihn dazu bewegt hat, zu dem Album Us von 1992 ein ähnliches Projekt durchzuführen. Passion – Sources bot eine Gelegenheit, einige der Musikstücke vorzustellen, die das Schreiben des Hauptalbums beeinflusst hatten, und einige der Arbeiten der beteiligten Musiker zu zeigen. Plus from Us stellte eine ähnliche Plattform dar. Hier konnten ebenfalls die beteiligten Musiker aus allen Teilen der Welt vorgestellt werden. Diese leisteten einen großen Beitrag zum Klang von Gabriels Arbeit. Plus from Us bietet eine Gelegenheit, einige der anderen Musikstücke zu hören, die die an dem Album Us beteiligten Musiker geschaffen haben. Das Album beinhaltet unter anderem Weltmusik aus der Türkei, dem Senegal, Indien, Kenia, Ägypten und Marokko.

## Titelliste
1. Obiero – Ayub Ogada (Kenia) – 6:24
2. Keep on Marching – The Meters (USA) – 3:23
3. Oasis – Peter Hammill (UK) – 5:44
4. Pine Tree & On The Street – Dimitri-Pokrowski-Ensemble (Russland) – 3:17
5. Best Friend, Paranoia – William Orbit (UK) – 4:24
6. Lone Bear – Tony Levin (USA) – 5:41
7. Morecambe Bay – Alex Gifford (UK) – 5:40
8. Down by the River – David Rhodes (UK) – 4:15
9. Triennale – Brian Eno (UK) – 4:00
10. Rose Rhythm – Doudou N’Diaye Rose (Senegal) – 4:22
11. Silence (Remix) – Manu Katché (Frankreich) – 5:24
12. Baladi We Hetta – Hossam Ramzy (Ägypten) – 5:42
13. Dreams – Shankar ’n ’ Caroline (Indien) – 7:10
14. Suheylâ – Kudsi Ergüner (Türkei) – 3:16
15. El Conquistador – Daniel Lanois (Kanada) – 3:27

Gesamtspielzeit: 1:12:09

## Mitwirkende
(Quellen:)

### Musiker
1. Obiero
  - Arona N’Diaye – Djembé
  - Ayub Ogada – Gesang, Lyra (Nyatit), Songwriting, Arrangement, Musikproduktion
2. Keep on Marching
  - The Meters – Songwriting, Arrangement
  - Zigaboo Modeliste – Schlagzeug
  - Art Neville – Keyboards
  - Cyrille Neville – Perkussion
  - Leo Nocentelli – E-Gitarre
  - George Porter, Jr. – E-Bass
  - Allen Toussaint – Musikproduktion
  - Marshall E. Sehorn – Musikproduktion
3. Oasis
  - Stuart Gordon – Geige
  - Peter Hammill – Gesang, Elektronisches Schlagzeug (Pads), Musikproduktion, Songwriting
  - David Jackson – Sopransaxophon, Flöte
  - David Lord – Keyboards, E-Bass, Perkussion, Musikproduktion
4. Pine Tree & On The Street
  - Dmitri Pokrovsky – Künstlerischer Leiter, Songwriting, Arrangement, Musikproduktion
  - Tamara Smyslova – Solistin
  - Alexander Kondurin, Anna Konukhova, Dmitri Fokin, Elena Sidorenko, Evegenny Vedernikov, Maria Nefiedova, Olga Uketcheva, Sergei Zhirkov, Velodia Teplov –weitere Musiker
5. Best Friend, Paranoia
  - William Orbit – Musiker, Musikproduktion, Songwriting
  - Cleo Torres – Stimme, Songwriting
6. Lone Bear
  - Tony Levin – Chapman Stick, Songwriting, Musikproduktion
7. Morecambe Bay
  - Matthew Bourne-Jones – Flügelhorn
  - Elektra Strings – Streicher
  - Richard Evans – Flöte
  - Alex Gifford – Klarinette, Keyboards, Songwriting, Musikproduktion
  - Caroline Lavelle – Cello (Elektra Strings)
  - Joss Pook – Viola (Elektra Strings)
  - Hossam Ramzy – Perkussion
  - Sonia Slany – Geige (Elektra Strings)
8. Down by the River
  - Richard Blair – Perkussion, zusätzliche Musikproduktion
  - Richard Evans – Low Whistle
  - Alex Gifford – Piano, Perkussion
  - David Rhodes – E-Gitarre, Gesang, Keyboards, E-Bass, Songwriting, Arrangement, Musikproduktion
9. Triennale
  - Brian Eno – Komposition, Tonaufnahme, Musikproduktion
10. Rose Rhythm
  - Julien Jouga’s Choir – Chorgesang
  - Doudou N’Diaye Rose – Musiker, Songwriting, Arrangement
  - Éric Serra – Musikproduktion
11. Silence (Remix)
  - Richard Blair – zusätzliche Musikproduktion, Abmischung, zusätzliche Musikprogrammierung
  - Manu Katché – Gesang, Songwriting, Arrangement, Musikproduktion
  - Branford Marsalis – Saxophon
  - Sting – Gesang (Gastmusiker)
12. Baladi We Hetta
  - Farouk Mohammed Hassan – Akkordeon (ägyptisches Viertel-Ton Akkordeon)
  - Hossam Ramzy – Tabla, Perkussion (Req, Mazhar, Sagat, Doholla), Daf, Songwriting, Arrangement, Musikproduktion
13. Dreams
  - Caroline Shankar – Gesangs, Tambura, Swarmandel (indische Harfe), Songwriting, Arrangement, Musikproduktion
  - L. Shankar – Gesang, Elektrische Geige, Kanjira, Songwriting, Arrangement, Musikproduktion
14. Suheylâ
  - Kudsi Ergüner – Nay, Songwriting, Arrangement
  - Daniel Lanois – Musikproduktion
15. El Conquistador
  - Daniel Lanois – Handtrommel, E-Gitarre, Songwriting, Musikproduktion

### Technische Unterstützung
- Sy-Jenq Cheng – Design, Artdirector
- Peter Gabriel – Zusammenstellung, Cover-Idee, Liner Notes
- Malcolm Garrett – Design, Artdirector
- Garry Mouat – Design-Konzept
- David Scheinmann – Fotografie